# Троцьке воєводство

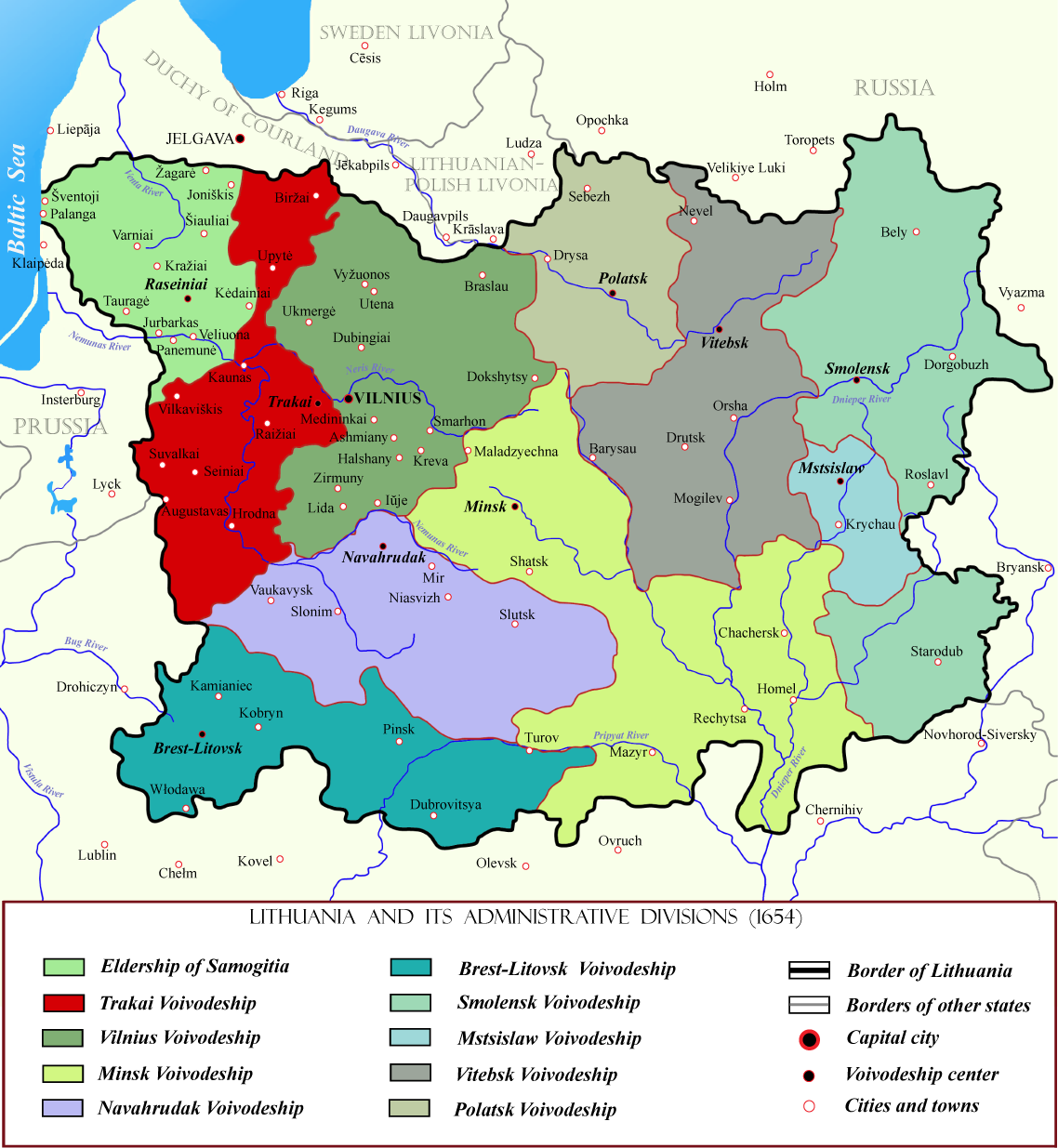
Троцьке воєводство на мапі ВКЛ в 17 сторіччі.

Троцьке воєводство (пол. Województwo trockie, лит. Trakų vaivadija) — адміністративно-територіальна одиниця Великого князівства Литовського, утворена 1413 року. Центр — місто Троки. Площа воєводства становила близько 31 200 км². Ліквідовано в 1795 році.
Воєводство межувало з  Курляндским герцогством на півночі,  Віленським воєводством на сході, Новогрудським воєводством на південному сході,  Королівством Польським на південному заході зі Жмудь та  Пруссією на заході. Територію воєводства на дві частини (західну і східну) ділила річка Німан. Великими містами були Троки (лит. Trakai),  Поневежь, Ковно, Гродно, Біржай,  Волковішкі, Рейжі, Сувалки, Сейни, Меречь, Заблудів.

## Історія
Воєводство було створено на підставі Городельської унії 1413 року з Гродненського і  Троцького князівств. Тоді ж з'явилися посади воєводи і каштеляна, які за значенням поступалися лише віленським воєводі і каштеляну.
За люстрації (переписі) 1775 року на території Троцького воєводства налічувалося 55 614  димів. Станом на 1790 рік у воєводстві було близько 288 000 жителів.
У 1791 за  Конституцією Речі Посполитої був створений Мерецький повіт, який в 1793 разом з Гродненським повітом за рішенням  Гродненського сейму утворив окреме Гродненське воєводство.
В 1795 у зв'язку з Третім поділом Речі Посполитої Троцьке воєводство було ліквідоване, а його територія поділена між  Віленською та  Слонімською губерніями   Російської імперії та  Пруссією.

## Адміністративний поділ
В 1413–1566 воєводство було дуже великим, поширювалося від кордонів Лівонського ордена до річки Прип'ять і поділялося на безліч одиниць:
- Повіти: Троцький, Упітський[be-tarask], Ковенський, Гродненський, Бєльський, Волковиський, Слонімський, Новогрудський, Дорогичинський, Мельницький, Брестський, Каменецький, Здітовський і Туровський;
- Князівства:  Кобринське,  Пінське,  Дубровицьке, Городецьке, Галушки,  Слуцьке і Глуське.